# Извещение о жертвах

Офицеры службы Извещения о жертвах (Модиа нифгаим) Армии обороны Израиля

Извещение о жертвах (Оповещение о гибели) (ивр. מודיע נפגעים‎ — модиа нифгаим) — служба в Армии обороны Израиля (ЦАХАЛ), отвечающая за извещение родственников военнослужащего о его гибели, пленении либо пропаже без вести. Деятельность службы подчинена Департаменту пострадавших в Кадровом отделе ЦАХАЛа в 1973 году.  
В гражданской среде должностные лица непосредственно занимающиеся оповещением, неофициально называются «ангелы смерти» (ивр. מלאך המוות‎ — малах хмавеот).
Кроме извещения родственников, представители данной службы занимаются оказанием психологической помощи родственникам и помогают в организации похорон.

## История создания службы
Данная служба оказания помощи пострадавшим была создана в 1948 году с созданием ЦАХАЛа. Все мероприятия осуществляемые ею выполнялись сотрудниками Департамента пострадавших ЦАХАЛа и сотрудниками «городских офицеров» (ивр. קצין העיר‎ — Кцин ха-ир), которые представляли собой территориальное учреждение по оказанию разнообразной помощи (психологической, медицинской, юридической, информационной) призывникам, солдатам на службе и их родственникам. 
Начиная со времён войны за независимость, городские офицеры занимались извещением родственников военнослужащего о его гибели. Тогда же и была принята практика участия в данном мероприятии врача, выдававшего родственникам погибшего успокоительные препараты.
Во время войны Судного дня, когда потери израильской армии были высокими, выяснилось что многие из извещавших о гибели не имели соответствующего опыта, так как были без всякой подготовки наняты для этой миссии только после начала боевых действий. Со временем была отработана методика донесения тяжёлых новостей, организации похорон и оказание помощи семьям пребывающим в трауре. По итогам военных кампаний, в 1975 году в ЦАХАЛе была учреждена должность директора по несчастным случаям и городским офицерам. 
С 1994 года для подготовки извещающих о жертвах был введён обучающий курс, на котором им также даётся методика доведения информации детям о гибели близкого человека.
В 2016 году институт городских офицеров был расформирован. Все задачи по извещению о жертвах перешли региональным учреждениям Департамента пострадавших.
Непосредственно само извещение родственников погибшего военнослужащего осуществляется группой из трёх сотрудников службы модиа нифгаим. В них отбираются военнослужащие-резервисты с возрастом не менее 30 лет на добровольной основе. Также к ним добавляется врач-психолог. 
Деятельность группы представлена суточным дежурством, в ходе которого резервисты находятся в ожиданий сообщений от органов ЦАХАЛа о гибели военнослужащего, чья семья проживает в зоне их территориальной ответственности. При получении сообщения группа выдвигается по адресу проживания семьи. Задачей сотрудников является извещение семьи военнослужащего о его состоянии (убит; тяжело ранен; попал в плен; пропал без вести). 
Так как Израиль является многонациональным государством, для более полной помощи семьям погибшего, в число извещающих набираются представители этнических меньшинств владеющие иными языками кроме официального иврита. С начала XXI века в число извещающих также начали привлекать женщин. На 2013 год 10% всех извещающих о жертвах, были представлены женщинами. 
В 2008 году в ЦАХАЛе была открыта школа по обучению так называемых «офицеров по пострадавшим» (ивр. קציני נפגעים‎ — кциней нифгаим), задачей которых является комплексная помощь семьям военнослужащих погибших в боевых действиях.
С 2017 года руководство ЦАХАЛа внесло изменение в практику извещений о жертвах. Если до этой поры уведомление о смерти получала только семья погибшего, было решено также ставить об этом в известность также его девушку. Они получили право на официальное уведомление, психологическую помощь и выходные на время траура.

## Отношение населения к извещающим о жертвах
В силу исторических и политических реалий Израиля и его каждодневного противостояния окружающему арабскому миру, смертность в израильской армии является высокой. За многие десятилетия арабо-израильского конфликта, у граждан Израиля сформировался тяжёлый морально-психологический образ к извещающим о жертвах, который основан на страхе ожидания новостей о гибели близких, находящихся на военной службе. 
В связи с тем что извещающие о жертвах традиционно не ставят в известность семьи погибших о своём визите по телефону и не используют дверной звонок, а предупреждают о своём прибытии стуком в дверь — у израильтян, чьи близкие находятся на военной службе, появляется страх к подобным звукам («боязнь стука в дверь»).   
В среде израильтян, извещающих о жертвах иногда называют «ангелами смерти».